# Lady Snärts Lopp
Lady Snärts Lopp är ett årligt travlopp för varmblodiga ston över 3 år som körs under lördagen av Elitloppshelgen på Solvalla i Stockholm. Loppet ingår i Stoeliten. Loppet körs över sprinterdistans (1640 meter) med autostart. Förstapris är 250 000 kronor.
Loppet är uppkallat efter travhästen Lady Snärt (1989–2009) som tävlade under åren 1991–1997.
Löpningsrekordet i loppet innehas av Billie de Montfort, som 2021 segrade på tiden 1.09,5 från ledningen.

## Vinnare
| År   | Häst               | Kusk                  | Tränare               | Odds  | Tid    |
| ---- | ------------------ | --------------------- | --------------------- | ----- | ------ |
| 2025 | Global Eyecatcher  | Carl Johan Jepson     | David Persson         | 19,31 | 1.12,9 |
| 2024 | Felicia Zet        | Örjan Kihlström       | Daniel Redén          | 2.11  | 1.09,9 |
| 2023 | Zeudi AMG          | Alessandro Gocciadoro | Alessandro Gocciadoro | 2.13  | 1.10,2 |
| 2022 | Heliade du Goutier | Gabriele Gelormini    | Sébastien Guarato     | 4.88  | 1.10,1 |
| 2021 | Billie de Montfort | Gabriele Gelormini    | Sébastien Guarato     | 4.82  | 1.09,5 |
| 2020 | Double Exposure    | Örjan Kihlström       | Daniel Redén          | 1.34  | 1.09,9 |
| 2019 | Mellby Free        | Björn Goop            | Björn Goop            | 3.88  | 1.10,7 |
| 2018 | Double Exposure    | Örjan Kihlström       | Daniel Redén          | 1.61  | 1.09,6 |
| 2017 | Shadow Gar         | Pietro Gubellini      | Erik Bondo            | 7.67  | 1.10,3 |
| 2016 | Moving On          | Claes Svensson        | Fabrice Souloy        | 4.12  | 1.09,9 |
| 2015 | Twigs Voici        | Pekka Korpi           | Pekka Korpi           | 12.42 | 1.10,9 |
| 2014 | Dileva Käll        | Daniel Redén          | Daniel Redén          | 5.75  | 1.10,7 |
| 2013 | Beatasine          | Peter Ingves          | Risto Airaksinen      | 4.55  | 1.10,5 |
| 2012 | She Loves You      | Seppo Markkula        | Janne Ranta-Krenkku   | 44.65 | 1.10,4 |
| 2011 | Mathilde Tröjborg  | Flemming Jensen       | Flemming Jensen       | 2.34  | 1.11,0 |
| 2010 | Prima Stella       | Carl-Erik Lindblom    | Christer Andersson    | 47.77 | 1.12,6 |
| 2009 | Fama Currit        | Erik Adielsson        | Stig H. Johansson     | 5.79  | 1.11,3 |
| 2008 | Maid For Tag       | Olav Mikkelborg       | Olav Mikkelborg       | 3.49  | 1.11,5 |
| 2007 | Riva Del Sole      | Tom Horpestad         | Tom Horpestad         | 2.34  | 1.11,5 |
| 2006 | Zoccer Wadd        | Åke Svanstedt         | Åke Svanstedt         | 4.56  | 1.13,2 |
| 2005 | Ingrid Palema      | Åke Svanstedt         | Åke Svanstedt         | 10.72 | 1.12,5 |
| 2004 | Je T'aime Dream    | Stig H. Johansson     | Stig H. Johansson     | 8.24  | 1.12,1 |